# 钱山乡
钱山乡是江西省安福县下辖的一个乡，位于安福县西部边陲，与萍乡市的莲花县、芦溪县接壤。武功山的金顶、九龙山位于此乡境内。

## 行政区划
下辖以下地区：
新民村、保太村、月里村、钱洲村、增家村、芝桥村、油市村、里家村、严湖村、长源村、南山村、芦台村、柿木村、大岭村和观形村。